# 97 Aquarii
96 Aquarii, som är stjärnans Flamsteed-beteckning, är en dubbelstjärna belägen i den södra delen av stjärnbilden Vattumannen. Den har en kombinerad skenbar magnitud på 5,20 och är svagt synlig för blotta ögat där ljusföroreningar ej förekommer. Baserat på parallaxmätning inom Hipparcosuppdraget på ca 15,3 mas, beräknas den befinna sig på ett avstånd på ca 210 ljusår (ca 65 parsek) från solen. Den rör sig närmare solen med en heliocentrisk radialhastighet på ca –12 km/s.

## Egenskaper
Primärstjärnan 97 Aquarii A är en blå till vit stjärna i huvudserien av spektralklass A2 V. Den har en radie som är ca 3,1 gånger större än solens och utsänder från dess fotosfär ca 30 gånger mera energi än solen vid en effektiv temperatur av ca 7 800 K.
Följeslagaren 97 Aquarii B är en stjärna i huvudserien av spektralklass A7 V. De två stjärnorna kretsar runt varandra med en omloppsperiod av 64,62 år med en excentricitet av 0,14. Deras sammansatta spektrum visar egenskaperna hos en Lambda Boötis-stjärna, vilket innebär att den har ovanliga överskott av vissa element.